# ایگییوگیگ، آلاسکا
ایگییوگیگ (به انگلیسی: Igiugig) شهری در بخش لیک اند پنینسولا، آلاسکا ایالت آلاسکا است که جمعیت آن در سرشماری سال ۲۰۰۰ میلادی ۵۳ نفر بوده‌است.